# Søren Georg Abel
Søren Georg Abel (født 3. januar 1772 på Mo Præstegård, død 5. maj 1820) var en norsk præst og politiker.
Han var søn af sognepræst i Mo i Telemark Hans Matthias Abel og Elisabeth Knuth Normann (1737–1817). I 1788 blev han student fra Helsingørs Skole, 1792 teologisk kandidat, 1794 personalkapellan hos faren, som var sognepræst i Gjerstad, 1799 sognepræst til Finnøy, 1803 faderens efterfølger i Gjerstad og 1813 Ridder af Dannebrog for sin dygtighed som anfører af kystværnet. Han repræsenterede Nedenes Amt på det overordentlige storting 1814 og på det andet ordentlige storting i 1818. 
Selv om han talte for foreningen med Sverige 20. oktober 1814, regnes han blandt de patrioter, som havde sin rod i de gamle tider. Derfor talte han også med skarphed mod Nicolai Wergelands bog Danmarks politiske Forbrydelser mod Norge (1816). Mest kendt er han for sin "katekisme": Religions-spørgsmaal med Svar (København 1806), hvor den rationalistiske opfattelse af de kristelige dogmer træder frem. Bogen blev ikke autoriseret, men var alligevel meget benyttet.
Abel blev gift med Anne Marie Simonsen, en købmandsdatter fra Risør, i 1800. Han var far til den berømte matematiker Niels Henrik Abel (1802–1829).